# Tinodes janssensi
Tinodes janssensi là một loài Trichoptera trong họ Psychomyiidae. Chúng phân bố ở miền Cổ bắc.